# Frătăuții Noi
Frătăuții Noi est une commune du județ de Suceava en Roumanie.